# Лянцкорона (гміна)
Гміна Лянцкорона (пол. Gmina Lanckorona) — сільська гміна у південній Польщі. Належить до Вадовицького повіту Малопольського воєводства. Центр гміни — село Лянцкорона.
Станом на 31 грудня 2011 у гміні проживало 6138 осіб.

## Площа
Згідно з даними за 2007 рік площа гміни становила 40.61 км², у тому числі:
- орні землі: 69,00%
- ліси: 25,00%

Таким чином, площа гміни становить 6,29% площі повіту.

## Населення
Станом на 31 грудня 2011:
| Опис     | Загалом | Загалом | Чоловіки | Чоловіки | Жінки | Жінки |
| -------- | ------- | ------- | -------- | -------- | ----- | ----- |
| одиниця  | осіб    | %       | осіб     | %        | осіб  | %     |
| все      | 6138    | 100     | 3004     | 48.94    | 3134  | 51.06 |
| міське   | 0       | 100     | 0        |          | 0     |       |
| сільське | 6138    | 100     | 3004     | 48.94    | 3134  | 51.06 |

## Сусідні гміни
Гміна Лянцкорона межує з такими гмінами: Будзув, Кальварія-Зебжидовська, Скавіна, Стришув, Сулковіце.